# Воропаев, Владимир Алексеевич
Влади́мир Алексе́евич Воропа́ев (род. 13 ноября 1950, Москва) — российский литературовед, специалист в области русской литературы XIX века, профессор МГУ им. М. В. Ломоносова. Председатель Гоголевской комиссии Научного совета РАН «История мировой культуры». Член Союза писателей России. Автор многочисленных трудов о жизни и творчестве Гоголя. Член редколлегии «Гоголеведческих студий» (Гоголевский научно-методический центр, Украина, г. Нежин), журнала «Православный Паломник».
Кандидат филологических наук (1985, диссертация «Традиции русского народного творчества в поэтике „Мёртвых душ“ Н. В. Гоголя»), доктор филологических наук (1997, диссертация «Гоголь в последнее десятилетие его жизни: новые аспекты биографии и творчества»).

## Награды
- Орден святого преподобного Нестора-Летописца первой степени (25 марта 2010, Киев) — за подготовку полного собрания сочинений и писем Н. В. Гоголя в 17 томах[2]

## Творчество
Книги
- «Духом схимник сокрушенный… Жизнь и творчество Н. В. Гоголя в свете Православия» (М., 1994)
- «Н. В. Гоголь: Жизнь и творчество. В помощь преподавателям, старшеклассникам и абитуриентам» (М., 1998, 1999, 2002, 2004)
- «Гоголь над страницами духовных книг: Научно-популярные очерки» (М., 2002)
- «Николай Гоголь: Опыт духовной биографии» (М., 2008)

Статьи
- «Лествица» Николая Гоголя // Литературная учеба. — М., 2000. — № 2. — С. 159—182.
- Последняя книга Гоголя (К истории создания и публикации «Размышлений о Божественной Литургии») // Русская литература: СПб., 2000. — № 2. — С. 184—194.
- Малоизвестная часть творческого наследия Н. В. Гоголя: выписки из творений святых отцов и богослужебных книг // Время и текст: Историко-литературный сборник. — СПб., 2002. — С. 162—171.
- Полтора века спустя. Гоголь в современном литературоведении // Москва. 2002. — № 8. — С. 219—225;
- «Размышления о Божественной Литургии» Николая Гоголя: из истории создания и публикации // Вестник Православного Свято-Тихоновского Богословского Института. — 2003. — № 1. — С. 10—30.
- Русская эмиграция о Гоголе // Литературная учёба. — М., 2003. — Кн. 3. — С. 82—109;
- Николай Гоголь: Опыт духовной биографии // Н. В. Гоголь и Православие. Сборник статей о творчестве Н. В. Гоголя / Международный Фонд единства православных народов. — М., 2004. — С. 7—111.
- Что означает слово «самовластье» у Ф. И. Тютчева? : научное издание // Русская речь. — 2004. — № 6. — С. 6-12.
- «Покойника встретить — к счастью»: народные приметы в поэме Н. В. Гоголя «Мёртвые души» // Русская речь. — 2008. — № 2. — С. 114—117.